# ليو (رئيس أساقفة فنلندا)
ليو واسمه الكامل ليو ماكونين (بالفنلندية: Leo Makkonen)؛ (4 يونيو 1948 في بييلافسي -) كان أسقف يوينسو من 25 فبراير 1979، وإلى حين شغله منصب مطران أولو من 1980 إلى 1996، ومنها إلى 27 أكتوبر 2001، مطرانا لهلسنكي، وانتخب يومذاك رئيسا للكنيسة الفنلندية الأرثوذكسية ولأساقفة كيريليا وسائر فنلندا، قبل أن يتولى المنصب رسميا في 16 ديسمبر من العام نفسه وحتى اليوم.
في عهده، نُقل مقر رئاسة الأساقفة من كاريليا إلى هلسنكي سنة 2018، وعليه صار اسم رئيس الكنيسة الفنلندية الأرثوذكسية: رئيس أساقفة هلسنكي وسائر فنلندا، بدلا من رئيس أساقفة كاريليا وسائر فنلندا.
بعد أن أكمل دراسته عام 1972 في مدرسة كووبيو، رُسم شماسًا في 20 يوليو 1973 ثم كاهنا بعد يومين. كما كان رئيسا لزمالة القديسين سرجيوس وهيرمان من 1979 وإلى 1993.

## مواقفه

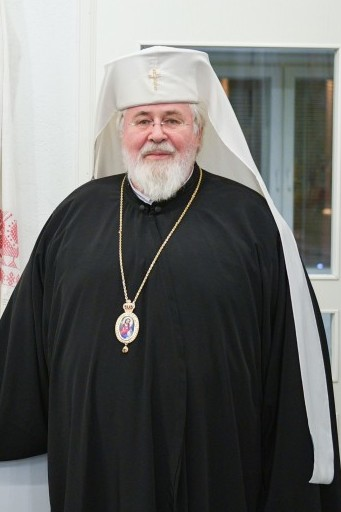
صورة لليو سنة 2018.

ندد ليو بشدة الغزو الروسي لأوكرانيا في فبراير 2022. وفي مارس من العام نفسه، أدان ليو الموعظة التي ألقاها كيريل بطريرك موسكو يوم الأحد، السادس من مارس، والتي أظهر فيها الأخير دعمه لهذه الخطوات. وشجب الفظائع التي ارتكبتها روسيا ضد المدنيين الأوكرانيين في بوتشا وأماكن أخرى في أوكرانيا قائلا: